# Jan Tratnik
Jan Tratnik (* 23. února 1990) je slovinský profesionální silniční cyklista jezdící za UCI WorldTeam Red Bull–Bora–Hansgrohe.

## Hlavní výsledky
2009
Národní šampionát
3. místo časovka do 23 let
5. místo Poreč Trophy
Grand Prix du Portugal
10. místo celkově
2010
vítěz Gran Premio della Liberazione
Giro delle Regioni
2. místo celkově
Národní šampionát
3. místo silniční závod do 23 let
Istrian Spring Trophy
4. místo celkově
2012
Mistrovství Evropy
 vítěz silničního závodu do 23 let
Národní šampionát
2. místo časovka do 23 let
4. místo Ronde van Vlaanderen Beloften
7. místo Trofeo Banca Popolare di Vicenza
9. místo Central European Tour Budapest GP
2014
3. místo Central European Tour Budapest GP
Oberösterreich Rundfahrt
4. místo celkově
4. místo Central European Tour Košice–Miskolc
5. místo Banja Luka–Bělehrad II
5. místo Raiffeisen Grand Prix
6. místo Poreč Trophy
7. místo Grand Prix Südkärnten
8. místo Visegrad 4 Bicycle Race – GP Slovakia
9. místo GP Izola
2015
Národní šampionát
 vítěz časovky
4. místo silniční závod
East Bohemia Tour
 celkový vítěz
vítěz 2. etapy
Tour de Hongrie
 vítěz bodovací soutěže
vítěz 5. etapy
Kolem Rakouska
 vítěz bodovací soutěže
4. místo GP Adria Mobil
6. místo Visegrad 4 Bicycle Race – GP Slovakia
10. místo Bělehrad–Banja Luka I
2016
Národní šampionát
 vítěz silničního závodu
East Bohemia Tour
 celkový vítěz
 vítěz bodovací soutěže
vítěz 2. etapy
Istrian Spring Trophy
 vítěz bodovací soutěže
Kolem Slovinska
 vítěz vrchařské soutěže
2. místo Poreč Trophy
3. místo Rudi Altig Race
Okolo Slovenska
7. místo celkově
vítěz 5. etapy
9. místo GP Izola
2017
Okolo Slovenska
 celkový vítěz
 vítěz bodovací soutěže
vítěz prologu
Settimana Internazionale di Coppi e Bartali
vítěz etapy 1b (TTT)
Czech Cycling Tour
3. místo celkově
Národní šampionát
4. místo silniční závod
Volta ao Alentejo
8. místo celkově
Mistrovství světa
10. místo časovka
2018
Národní šampionát
 vítěz časovky
4. místo silniční závod
vítěz Volta Limburg Classic
Settimana Internazionale di Coppi e Bartali
vítěz 4. etapy (ITT)
Tour de Luxembourg
2. místo celkově
Okolo Slovenska
2. místo celkově
CCC Tour – Grody Piastowskie
3. místo celkově
vítěz 1. etapy (ITT)
5. místo Brabantský šíp
9. místo Eschborn–Frankfurt
2019
Tour de Romandie
vítěz prologu
Národní šampionát
3. místo časovka
8. místo Chrono des Nations
2020
Giro d'Italia
vítěz 16. etapy
Mistrovství Evropy
6. místo časovka
2021
Národní šampionát
 vítěz časovky
4. místo silniční závod
2022
Národní šampionát
 vítěz časovky
9. místo Milán – San Remo
9. místo Dwars door Vlaanderen
2023
Paříž–Nice
vítěz 3. etapy (TTT)
Vuelta a Burgos
vítěz 2. etapy (TTT)
9. místo Coppa Bernocchi
2024
vítěz Omloop Het Nieuwsblad
2. místo Vuelta a Murcia
3. místo Clásica Jaén Paraíso Interior
Olympijské hry
8. místo silniční závod

### Výsledky na Grand Tours
| Grand Tour      | 2017 | 2018 | 2019 | 2020 | 2021 | 2022 | 2023 | 2024 | 2025 |
| --------------- | ---- | ---- | ---- | ---- | ---- | ---- | ---- | ---- | ---- |
| Giro d'Italia   | 106  | —    | —    | 62   | 70   | DNF  | —    | 34   |      |
| Tour de France  | —    | —    | 93   | —    | —    | 71   | —    | 64   |      |
| Vuelta a España | —    | —    | —    | —    | 94   | —    | 38   | —    |      |

| —   | Nezúčastnil se |
| DNF | Nedokončil     |